# Ruth Hall
Ruth Hall, geboren als Ruth Gloria Blasco Ibáñez (29 december 1910 - 9 oktober 2003) was een Amerikaanse actrice.

## Levensloop en carrière
Hall werd geboren in 1910 in Jacksonville (Florida). Begin jaren 30 speelt ze enkele kleine rollen, onder meer in een film met de Gebroeders Marx. In 1932 wordt ze verkozen tot een van de WAMPAS Baby Stars van 1932, naast onder meer Gloria Stuart, Ginger Rogers en Mary Carlisle. In datzelfde jaar speelt ze met John Wayne in Ride Him, Cowboy. In 1935 stopt ze met acteren.
Hall overleed in 2003 op 92-jarige leeftijd.
- Library of Congress Control Number: n93023610
- Virtual International Authority File: 53357858
- WorldCat: E39PBJy8vtRy9yP7BGc36bhCQq